# Oktober 2007
Dit artikel geeft een chronologisch overzicht van belangrijke gebeurtenissen per dag in de maand oktober van het jaar 2007.

## Gebeurtenissen

### 1 oktober
- In Antwerpen begint het proces tegen Hans Van Themsche, die vorig jaar in het centrum van die stad de tweejarige Luna Drowart en haar Malinese oppas Oulematou Niangadou vermoordde omdat die laatste zwart was. Voor België is dit het eerste assisenproces over een racistische moord.
- Voormalig VVD-politica Ayaan Hirsi Ali keert terug naar Nederland. De Nederlandse overheid wil de buitenlandse beveiliging van Hirsi Ali, die in mei 2006 naar Washington D.C. vertrok voor een baan bij de conservatieve denktank American Enterprise Institute, per vandaag niet meer betalen. Terug in Nederland wordt zij gewoon weer beveiligd en zal zij haar denktankwerkzaamheden op afstand voortzetten. Een poging om haar beveiligingskosten te laten overnemen door de Amerikaanse overheid mislukte. Wikinieuws

### 4 oktober
- Een Antonov An-26-vrachtvliegtuig van de luchtvaartmaatschappij Africa 1 met 17 passagiers aan boord stort neer op de drukke markt van een sloppenwijk van de Congolese hoofdstad Kinshasa.
- De Zuid-Koreaanse president Roh Moo-Hyun en zijn Noord-Koreaanse tegenhanger Kim Jong-Il tekenen na drie dagen van historische besprekingen in de Noord-Koreaanse hoofdstad Pyongyang een gezamenlijke verklaring waarin zij oproepen tot vrede en nauwere economische banden tussen hun beider landen, die formeel nog steeds in staat van oorlog verkeren. Als het aan beide leiders ligt, komt er nu alsnog een vredesverdrag.
- In de vroege ochtend worden in Zuid-Afrika ongeveer 350 mijnwerkers gered uit de Elandsrand-goudmijn, 80 kilometer ten westen van Johannesburg, maar zeker 3000 anderen zitten nog vast. De mannen raakten ingesloten op de bodem van een 2,2 kilometer diepe schacht, nadat een kapotte pijp de elektriciteitskabels van een lift had doorgesneden. Volgens reddingswerkers, die ze nu via een naburige schacht in groepjes van 75 tegelijk in veiligheid brengen, is er niemand gewond geraakt.
- Het lichaam van de Japanse videojournalist Kenji Nagai, die vorige week werd doodgeschoten bij betogingen in Yangon, wordt van Myanmar teruggebracht naar Japan. Japanse autoriteiten zeggen dat hij van dichtbij werd beschoten en dus niet, zoals de Myanmarese machthebbers beweren, werd geraakt door een verdwaalde kogel.

### 5 oktober
- In Chili worden de 84-jarige weduwe en vijf kinderen van voormalig dictator Augusto Pinochet en 17 andere verdachten gearresteerd wegens grootschalige verduistering. Zij worden ervan beschuldigd tijdens Pinochets bewind (1973-1990) in totaal 27 miljoen dollar illegaal te hebben overgemaakt naar buitenlandse bankrekeningen.

### 6 oktober
- Generaal Pervez Musharraf wordt door parlement en provincievertegenwoordigers met 252 vóór- en 2 tegenstemmen herkozen tot president van Pakistan, maar het hooggerechtshof komt pas op 17 oktober met een arrest over de wettigheid van zijn verkiezingsdeelname. De verkiezing wordt door 160 oppositieleden geboycot.

### 7 oktober
- Op een spoorwegovergang in Yara, ongeveer 800 kilometer ten zuidoosten van de Cubaanse hoofdstad Havana, komen bij een botsing tussen een trein en een bus ten minste 28 mensen om het leven en raken meer dan 70 anderen gewond, waarvan zeker 15 levensgevaarlijk.
- Op uitnodiging van Herero-opperhoofd Alfons Maharero arriveert een groep nazaten van de Duitse generaal Lothar von Trotha in Namibië om uiting te geven aan hun "diepe schaamte" over en vergiffenis te vragen voor de door hun voorvader in 1904 geleide Namibische Genocide. Alfons is de kleinzoon van Samuel Maharero, die destijds een opstand leidde tegen de Duitse koloniale heersers.
- In het Amerikaanse dorp Crandon (Wisconsin) komen zes jongeren tussen 14 en 20 jaar om het leven als hulpsheriff en parttime politieagent Tyler Peterson (20) rond 03:00 uur plaatselijke tijd na een ruzie met zijn vriendin 30 schoten afvuurt in haar woning, waar op dat moment een feestje gaande is. De dader pleegt later op de dag zelfmoord.

### 9 oktober
- Vlaams minister Fientje Moerman neemt ontslag na een onregelmatige toekenning van een contract. Zij wordt opgevolgd door Patricia Ceysens.
- Britta Böhler, advocaat van Ayaan Hirsi Ali en Eerste Kamerlid voor GroenLinks, komt in opspraak door het openbaar maken van stukken die de veiligheid van haar cliënte in gevaar kunnen brengen.
- Voor het eerst in de Nederlandse geschiedenis eist een meerderheid van de Tweede Kamer volledige openheid van de premier over de kosten van het koningshuis. Diverse ministeries draaien op voor de kosten, terwijl die moeilijk of niet zijn terug te vinden in de begroting, zo ontdekte RTL Nieuws. De totale kosten voor het koningshuis zijn dus niet bekend, maar gedacht wordt dat deze kosten meer dan 90 miljoen euro bedragen.
- Ex-advocaat Bram Zeegers, een belangrijke getuige in het proces tegen Willem Holleeder, wordt dood aangetroffen in zijn woning in Amsterdam. Hij blijkt te zijn gestorven door een overdosis drugs of medicijnen.

### 10 oktober
- Voor het eerst in zestien jaar is er op de nationale feestdag weer een militaire parade in de Taiwanese hoofdstad Taipei: 2000 militairen plus materieel paraderen; jachtvliegtuigen vliegen laag over de stad. Het waarom wordt duidelijk als president Chen Shui-bian in een rede fel uithaalt naar China, dat "met steeds oorlogszuchtiger retoriek en militaire intimidatie van Taiwan de wereldvrede bedreigt".

### 11 oktober
- Hans Van Themsche krijgt levenslang voor de racistische moorden op Oulematou Niangadou en Luna Drowart. Gisteren al had de jury hem volledig toerekeningsvatbaar en op alle punten van de aanklacht schuldig bevonden.
- De Utrechtse gemeenteraad draagt Aleid Wolfsen (PvdA) voor als nieuwe burgemeester van de stad. De keuze was aan de raad omdat bij een volksraadpleging op 10 oktober het benodigde quorum van 30% niet werd gehaald: de opkomst was nog geen 10%. Wolfsen versloeg daarin wel de enige andere kandidaat Ralph Pans (ook PvdA).
- Aan Doris Lessing wordt de Nobelprijs voor de Literatuur 2007 toegekend. Met haar 87 jaar is de Britse schrijfster de oudste laureaat ooit.

### 12 oktober
- De Nobelprijs voor de Vrede 2007 gaat naar de voormalige Amerikaanse presidentskandidaat en -vicepresident Al Gore en het Intergovernmental Panel on Climate Change "voor het vergroten en verspreiden van de kennis over de door de mens veroorzaakte klimaatverandering en het bevorderen van maatregelen om deze tegen te gaan."
- Bij grote gelijktijdige Franse en Duitse operaties tegen kinderpornohandel via het internet worden honderden mensen gearresteerd en huizen doorzocht. De politie confisqueert ruim twee miljoen foto's, tienduizenden video's en honderden computers. Onder de gearresteerden zijn onderwijzers, directeuren, militairen, arbeiders en in Duitsland zelfs drie politieagenten.

### 14 oktober
- Op een politiebureau in het Amsterdamse stadsdeel Slotervaart schiet een agente de 22-jarige schizofrene Nederlandse Marokkaan Bilal B. dood, die met een mes over de balie springt, haar in de borst steekt en een te hulp schietende collega in de nek. Beide agenten zijn buiten levensgevaar. De rijksrecherche stelt een onderzoek in.
- Ten minste 28 amateurgoudgravers vinden de dood als bij Suarez, zo'n 350 kilometer van Bogota, in het zuidwesten van Colombia de wanden van een slecht beveiligde open mijn het begeven onder de druk van een modderlawine, veroorzaakt door recente zware regenval in het gebied. Er kunnen 18 gewonden in veiligheid worden gebracht. Zeker 10 anderen worden nog vermist.

### 15 oktober
- In Toulouse levert Airbus met 18 maanden vertraging een eerste A380-superjumbojet op aan Singapore Airlines. Het reusachtige vliegtuig, met plaats voor 471 passagiers, wordt woensdag overgevlogen naar de Singaporese thuishaven Changi. De eerste commerciële vlucht naar Sydney volgt acht dagen later.
- Rita Verdonk zegt haar VVD-lidmaatschap op en blijft als zelfstandige eenmansfractie in de Tweede Kamer. De VVD zou Verdonk vrijdag hebben geroyeerd als ze zou hebben vastgehouden aan haar Kamerzetel zonder de VVD te verlaten.

### 16 oktober
- Tot nu toe werd bij vruchtbaarheidsproblemen altijd enige dagen onthouding aanbevolen. Aan de universiteit van Sydney is nu ontdekt dat zo wel de kwantiteit toeneemt, maar dat voor de kwaliteit van sperma dagelijks ejaculeren beter is.
- VN-gezant Ibrahim Gambari verklaart "zich extreem te storen" aan de doorgaande arrestaties in Myanmar en roept de militaire machthebbers op daarmee te stoppen. Intussen kondigen Japan, de EU en de VS sancties af.

### 17 oktober
- De dalai lama (Tenzin Gyatso) wordt in Washington onderscheiden met de Gouden Medaille van het Amerikaanse Congres, de hoogste Amerikaanse burgereer. Het gebeuren wekt de woede van de Chinese regering, die de dalai lama als terrorist beschouwt.

### 18 oktober
- Een meerderheid in de Nederlandse Tweede Kamer wil niet dat de te grote aantallen wilde zwijnen op de Veluwe door middel van de drukjacht mogen worden afgeschoten.
- Zeker 136 doden, waaronder ten minste 20 politieagenten en een cameraman van een lokaal tv-station, en meer dan 320 gewonden is de voorlopige balans van een zelfmoordaanslag op een konvooi van Benazir Bhutto en talrijke aanhangers in Karachi. Bhutto zelf blijft ongedeerd.
- Na maandenlange geruchten over huwelijksproblemen, bevestigt een woordvoerder van het presidentiële Élysée-paleis officieel dat de Franse president Nicolas Sarkozy en zijn tweede echtgenote Cécilia Ciganer-Albéniz vandaag zijn gescheiden.
- Zeker 200.000 mensen verdringen zich in de straten van Karachi, Pakistan om een glimp op te vangen van Benazir Bhutto, de ex-premier die, overmand door emoties en geregeld in tranen, na acht jaar vrijwillige ballingschap bij terugkeer in haar land als een heldin ontvangen wordt.

### 19 oktober
- Jan Wolkers, Nederlands schrijver en kunstenaar, overlijdt een week voor zijn 82e verjaardag thuis op Texel. Wolkers, die gerekend wordt tot de grootste naoorlogse schrijvers van Nederland, wordt op 24 oktober in Amsterdam gecremeerd.
- De Europese regeringsleiders bereiken in Lissabon een definitief akkoord over het "Hervormingsverdrag" ter vervanging van de twee jaar geleden door Nederlanders en Fransen weggestemde Europese Grondwet. Het verdrag zal, na ratificatie in de EU-landen, op 13 december officieel door de regeringsleiders worden ondertekend.
- Christopher Paul Neil, de 32-jarige van seksueel misbruik van jonge jongens verdachte Canadese leraar die Interpol er afgelopen week toe bracht voor het eerst in haar geschiedenis foto's openbaar te maken in het kader van een wereldomspannende klopjacht, wordt in het noordoosten van Thailand gearresteerd en direct overgebracht naar de hoofdstad Bangkok.

### 20 oktober
- De Amerikaanse luchtmacht ontheft drie kolonels, een luitenant-kolonel en 66 andere manschappen van hun posten voor een reeks van fouten die maakten dat een B-52-bommenwerper op 29 augustus met zes nucleair geladen kruisraketten van North Dakota naar Louisiana kon vliegen. Het incident is een van de ernstigste schendingen van kernwapenprocedures in tientallen jaren.

### 21 oktober
- In de Poolse parlementsverkiezingen tekent zich een enorme overwinning voor het liberaal-oppositionele pro-EU Burgerplatform van Donald Tusk af en daarmee ook een einde voor de regering van de conservatieve Jarosław Kaczyński, wiens tweelingbroer Lech overigens nog wel president blijft.
- Minstens 12 Turkse soldaten komen om in een hinderlaag van Turks-Koerdische PKK-strijders dicht bij de Turks-Iraakse grens. Bij daarop volgende vergeldingsacties doodt het Turkse leger 23 Koerdische rebellen. PKK-bronnen verklaren dat zeker 16 Turkse soldaten werden gedood, 20 gewond en een onbekend aantal gevangengenomen.

### 22 oktober
- In het Armandomuseum in Amersfoort breekt een grote brand uit. Ten tijde van de brand was er in het museum een tentoonstelling met werken van onder andere Jacob van Ruisdael en Albrecht Dürer. Veertig schilderijen van Armando zijn verbrand alsmede een aantal schilderwerken van oude meesters.
- Kimi Räikkönen wordt door zijn winst in São Paulo wereldkampioen in de Formule 1.

### 23 oktober
- Doris Lessing (88), de Britse winnares van de Nobelprijs voor de Literatuur 2007, zegt tegen de Spaanse krant El País dat de 11 septemberaanslagen "niet zo verschrikkelijk" waren als je ze vergelijkt met de terreurcampagne van de IRA. Amerikanen zijn volgens haar "erg naïef, of ze doen alsof" en George W. Bush is een "ramp voor de wereld: Iedereen is moe van die man."

### 24 oktober
- China lanceert het ruimtetuig Chang'e 1 naar de maan en begint daarmee zijn maanexploratieprogramma.
- De Nederlandse autoriteiten rollen een internationaal netwerk van smokkelaars van minderjarige Nigeriaanse asielzoekers op, er worden zowel in binnen- als buitenland diverse arrestaties verricht. De slachtoffers zijn overwegend meisjes die in Nigeria met behulp van voodoo onder druk worden gezet om zich naar Nederland te laten smokkelen, waar zij asiel aanvragen en vervolgens in diverse Europese landen in de prostitutie worden ingezet. Vanaf begin 2006 zijn er zo'n 140 Nigeriaanse meisjes spoorloos uit de Nederlandse asielzoekerscentra verdwenen.
- De Nederlandse schrijver Jeroen Brouwers (67) weigert de hem toegekende Prijs der Nederlandse Letteren. Hij vindt het aan de prijs verbonden bedrag van 16.000 euro "een aanfluiting". Telefoontjes van de Nederlandse en Vlaamse cultuurministers Plasterk en Anciaux mochten niet baten.
- Het parlement van Singapore verwerpt een voorstel om seks tussen mannen uit de strafwet te halen maar legaliseert wel orale en anale seks voor heteroseksuelen. Volgens premier Lee Hsien Loong beschouwt de regering homoseksuelen niet als een minderheid met minderheidsrechten.
- Het kurkdroge Zuid-Californië evacueert 500 000 inwoners omdat krachtige woestijnwinden de bosbranden in de omgeving van Los Angeles aanwakkeren. Meer dan 1600 vierkante kilometer bos is reeds in vlammen opgegaan. Duizenden huizen worden door het vuur bedreigd. >>meer informatie
- Een Moskouse jury acht seriemoordenaar Aleksandr Pitsjoesjkin (33) na vier uur beraadslagen schuldig aan 48 moorden. Zijn slachtoffers waren voornamelijk oudere mannen, maar hij bekende ook drie vrouwen te hebben vermoord.

### 25 oktober
- De Filipijnse president Gloria Macapagal-Arroyo verleent gratie aan voorganger Joseph Estrada, die op 12 september 2007 tot levenslang was veroordeeld voor verduistering en corruptie.
- De ISAF lanceert Spin Gahr, een nieuw offensief tegen de Taliban in Uruzgan, bedoeld om een einde te maken aan de voortdurende guerrilla-acties die een effectieve wederopbouw van deze Afghaanse provincie nog steeds in de weg staan. Aan het offensief nemen ook Nederlandse troepen deel.
- Softwaregigant Microsoft betaalt $240 miljoen voor een aandeel van 1,6 procent in Facebook, zodat deze populaire social-networkingsite op papier ineens $15 miljard waard is. Eigenaar Mark Zuckerberg (23) sloeg een soortgelijk bod van Google af.
- 135 kilometer ten westen van de Indonesische stad Bengkulu op Sumatra doet zich in de Indische Oceaan een zeebeving voor met een kracht van 7,1 op de schaal van Richter. De beving veroorzaakt geen tsunami's.

### 26 oktober
- Een Chileens hof van beroep trekt de aanklachten tegen weduwe Lucía Hiriart de Pinochet, vijf kinderen en tien medewerkers van voormalig militair machthebber generaal Pinochet voor het naar buitenlandse bankrekeningen wegsluizen van 27 miljoen dollar aan overheidsgelden in.
- Tijdens topoverleg van EU-leiders in Portugal vergelijkt de Russische president Poetin Amerikaanse plannen voor een Europees raketschild met de Cubaanse rakettencrisis van 1962, toen bijna een atoomoorlog uitbrak tussen de Verenigde Staten en de Sovjet-Unie. "Maar zover komt het ditmaal niet", zo voegt hij eraan toe, "want onze landen zijn nu partners en president Bush is een persoonlijke vriend."
- Het tv-programma De Wereld Draait Door wint de Gouden Televizier-Ring, Paul de Leeuw en Anita Witzier elk een Zilveren Televizier-Ster en de kinderserie Het Huis Anubis de Gouden Stuiver.

### 27 oktober
- Volgens Sotheby's Nederland is vrijdag op een kleine veiling in Engeland een schilderij verkocht dat niet, zoals men daar aannam, door een navolger van Rembrandt maar door de grote meester zelf geschilderd is. Het zou gaan om een al meer dan honderd jaar verloren gewaand zelfportret uit 1629. Het werk, dat op nog geen 2000 euro getaxeerd was, ging voor ruim 3,1 miljoen naar een onbekende bieder.
- De Amerikaanse astronauten Scott Parazynski en Douglas Wheelock van het ruimteveer Discovery voegen tijdens een zes uur durende ruimtewandeling de veertien ton wegende, in Italië gebouwde module Harmony toe aan het internationaal ruimtestation ISS.

### 28 oktober
- In Argentinië wint Cristina Fernández de Kirchner de presidentsverkiezingen en wordt zodoende de eerste direct door het volk gekozen vrouwelijke president van het land. Ze volgt haar echtgenoot Néstor op en zal op 10 december aanstaande in Buenos Aires worden beëdigd.
- Vandaag duurt het etmaal 25 uur omdat vannacht om 03.00 uur zomertijd de klok wordt teruggezet naar 02.00 uur wintertijd.
- Het Vaticaan verklaart onder grote belangstelling 498 Spaanse katholieken als martelaren zalig tijdens een mis op het Sint-Pietersplein. Allen werden in de Spaanse Burgeroorlog gedood door links-republikeinen, omdat zij de kant van Franco's fascisten hadden gekozen.

### 29 oktober
- Amerikaanse wetenschappers weten nu vrijwel zeker dat de aidspandemie in 1969 begon met één enkele naar de VS geëmigreerde Haïtiaan. Daarom is diens "HIV-1 groep M subtype B"-virus ook nu nog het overheersende type in de VS, Europa en grote delen van Zuid-Amerika, Australië en Japan. De oorsprong van HIV-1 zelf ligt in West-Afrika, hoogstwaarschijnlijk doordat jagers besmet apenvlees aten.
- Een Moskouse rechtbank veroordeelt de seriemoordenaar Aleksandr Pitsjoesjkin (33) tot levenslange opsluiting voor 48 moorden en drie pogingen daartoe. Pitsjoesjkin, bijgenaamd de schaakbordmoordenaar, beweert zelf minstens 61 mensen om het leven te hebben gebracht.
- In Iran is de Nederlandse mensenrechtenactivist Abdullah al-Mansouri (van Iraanse komaf) voor vermeende terroristische activiteiten ter dood veroordeeld, zo heeft een Syrische mensenrechtenorganisatie meegedeeld. Diens zoon Adnan vreest dat het vonnis binnen 48 uur zal worden voltrokken.

### 30 oktober
- De gangster Nordin Benallal die eergisteren op spectaculaire wijze ontsnapte uit de gevangenis van Itter is in Den Haag weer opgepakt na een gewapende overval.
- De Nederlandse minister van buitenlandse zaken Verhagen verklaart in de Tweede Kamer dat zowel de Iraanse ambassadeur alsook de regering in Teheran hebben verzekerd dat er geen doodvonnis is uitgesproken over mensenrechtenactivist Abdullah al-Mansouri. Verhagen is er niettemin toch niet gerust op en Al-Mansouri's zoon Adnan gelooft er niets van.

### 31 oktober
- Drie hoofdverdachten van de terroristische aanslagen in Madrid van 11 maart 2004 krijgen elk een gevangenisstraf van ongeveer 40 000 jaar opgelegd, waarvan ze ten hoogste veertig jaar moeten uitzitten. De aanslagen waren het werk van een islamistische organisatie die vermoedelijk banden heeft met Al Qaida. Het aantal doden bedroeg indertijd 191.

← · januari · februari · maart · april · mei · juni · juli · augustus · september · oktober · november · december ·  →